# 上梅暴动遗址
上梅暴动遗址，位于中国福建省武夷山市上梅乡上梅村，为一个省级文物保护单位，类型为革命遗址及革命纪念建筑物，为第一批福建省文物保护单位，公布时间为1961年5月10日。
上梅暴动遗址的历史年代为1928年。